# سپینکای
سپینکای (به انگلیسی: Spinkai) یک منطقهٔ مسکونی در پاکستان است که در پاکستان واقع شده‌است.